# يو. س. س. جورج واشنطون (س س ب ن- 598)

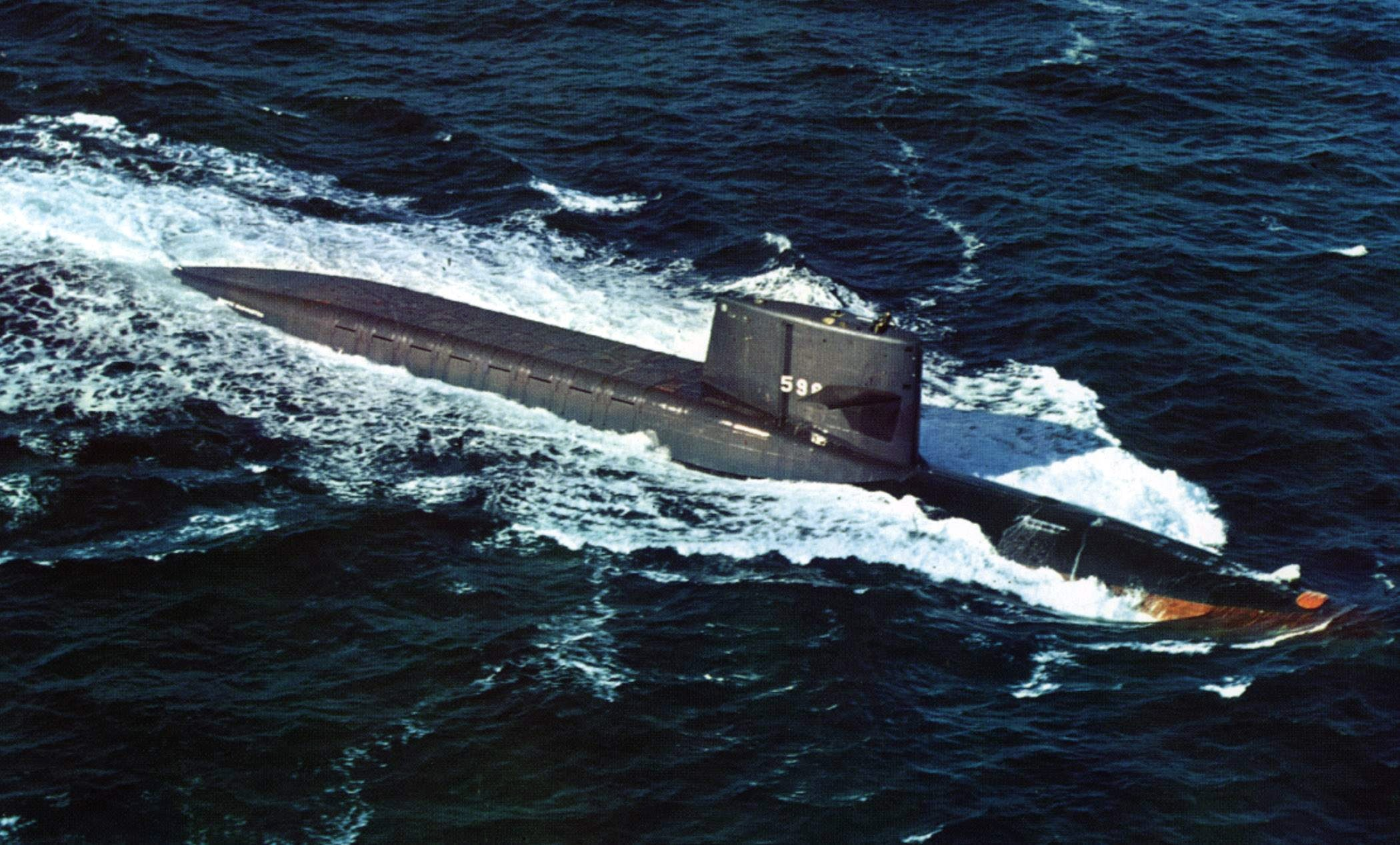

كانت يو. س. س. جورج واشنطون (س س ب ن- 598) أول غواصة صاروخية باليستية للولايات المتحدة. كانت السفينة الرائدة في صنفها من غواصات الباليستية النووية، وكانت ثالث سفينة تابعة للبحرية الأمريكية تحمل الاسم تكريمًا لجورج واشنطن (1732–1799)، أول رئيس للولايات المتحدة، وهي أول سفينة بهذا الاسم تُبنى بغرض حربي.

## البناء والإطلاق

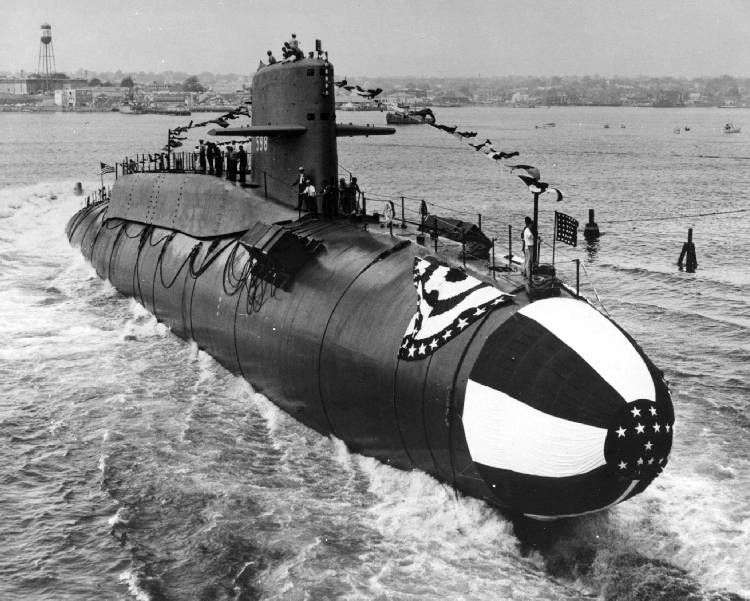
غواصة الصواريخ الباليستية يو إس إس جورج واشنطن (SSBN 589) تنزلق على الطرق خلال حفل إطلاقها في قسم القوارب الكهربائية التابع لشركة جنرال دايناميكس، جروتون.

وُضعت عارضة جورج واشنطن في قسم القوارب الكهربائية في جنرال ديناميكس بجروتون في كونيتيكت في 1 نوفمبر 1958. أُطلقت وهي الأولى من صنفها في 9 يونيو 1959 برعاية السيدة أويس ماي أندرسون (اسم المولد: رولينز) زوجة وزير الخزانة الأمريكي روبرت ب. أندرسون، وكُلِّفت في 30 ديسمبر 1959 ك س س ب ن- 598 بقيادة كل من جيمس ب. أوزبورن، قائد الطاقم الأزرق والقائد جون ل. فروم الابن، قائد الطاقم الذهبي.
وضعت جورج واشنطن في الأصل كغواصة هجوم يو.س.س. سكوربيون (س.س.ن.- 589). أثناء البناء، ازداد طولها بإدخال قسم للصواريخ البالستية بطول 130 قدمًا (40 مترًا) وأُعيدت تسميتها باسم جورج واشنطن؛ كان لغواصة أخرى تحت الإنشاء في ذلك الوقت الاسم الأصلي ورقم الهيكل. داخل فتحة هروب جورج واشنطن الأمامية، بقيت لوحة تحمل اسمها الأصلي. لأنه كان من المقرر إعادة استخدام تصميم قسم الصواريخ الباليستي لجورج واشنطون في أصناف السفن اللاحقة، صُمِّم القسم المُدخل في جورج واشنطن بدرجة عمق اختبار أعمق من بقية الغواصة.

## العمليات الأولية
غادرت جورج واشنطن جروتون في 28 يونيو 1960 متوجهة إلى كيب كانافيرال، فلوريدا، حيث حملت صاروخين من طراز بولاريس. وهي تقف في نطاق اختبار الصواريخ الأطلسي في وجود الأدميرال الخلفي ويليام رابورن على متنها كمراقب، وهو رئيس برنامج تطوير غواصة بولاريس، وقد نجحت في إطلاق أول صاروخ بولاريس من غواصة مغمورة في 20 يوليو 1960.
في الساعة 12:39، أرسل ضابط جورج واشنطن إلى الرئيس دوايت أيزنهاور هذه الرسالة: بولاريس - من خارج العمق إلى الهدف. مضبوط. بعد أقل من ساعتين، أصاب صاروخ آخر من الغواصة منطقة التصادم على ارتفاع 1100 ميل بحري (1300 ميل؛ 2000 ميل).
ثم شرعت جورج واشنطن في استخدام طاقمها الذهبي، وفي 30 يوليو 1960 أطلقت صاروخين آخرين أثناء غمرها. انتهى استغلال الطاقم الذهبي في جروتون في 30 أغسطس وانطلق القارب من الميناء في 28 أكتوبر إلى محطة تشارلستون للأسلحة البحرية، لتحميل مجموعتها الكاملة من صواريخ بولاريس السادسة عشر. وهناك مُنحت جائزة وحدة القوات البحرية، وبعدها تولى طاقمها الأزرق وشرعوا في دوريتها الرادعة الأولى. أكملت الغواصة دورياتها الأولى في 21 يناير 1961 بعد 66 يومًا من الغمر، ووُضعت في قاعدة الغواصة البحرية نيو لندن في نيو لندن، كونيتيكت. تولى الطاقم الذهبي السيطرة وغادروا على دوريتها القادمة في 14 فبراير 1961. بعد الدورية، دخلت هولي لوخ في اسكتلندا في 25 أبريل 1961.
في عام 1970 بعد عشر سنوات منذ أن غادرت أول مرة من جروتون، دخلت جورج واشنطن محطة تشارلستون للتزود بالوقود، بعد أن طافت في البحر ما يقارب 10000 ميل بحري (120000ميل؛ 190000 كم).
تحولت جورج واشنطن إلى أسطول المحيط الهادئ للولايات المتحدة وميناء محلي جديد في بيرل هاربور، هاواي بعدما تزودت بالوقود.

## الاصطدام بنيسو مارو
في التاسع من أبريل عام 1981، كانت جورج واشنطن على عمق الناظور، وامتدت إلى جانب سفينة البضائع التجارية اليابانية «نيسشو مارو» التي يبلغ طولها 2350 طنًا (2390 طنًا) في بحر الصين الشرقي، على بعد حوالي 110 ميلًا بحريًا (130 ميلًا؛ 200 كم) جنوب- جنوب غرب ساسيبو باليابان. صعدت جورج واشنطن إلى السطح فورًا وبحثت عن السفينة الأخرى. ولكن نظرًا لظروف الضباب الكثيفة في ذلك الوقت، فقد رأوا نيسو مارو تتجه نحو الضباب، ولكن بدت أنها لم يلحق بها أي ضرر. توجهت إلى ميناء للإصلاحات. نُقل الطاقم لاحقًا إلى ميناء بيرل من غوام. غرقت نيسو مارو في حوالي 15 دقيقة، دون أن يعلم طاقم جورج واشنطون بذلك. فُقد اثنان يابانيان من الطاقم؛ أُنقذ 13 بواسطة مدمرات قوة الدفاع الذاتي البحرية اليابانية. لحقت أضرار طفيفة بشراعها.
وترت الحادثة العلاقات الأمريكية اليابانية قبل الاجتماع بين رئيس الوزراء الياباني زينكو سوزوكي ورئيس الولايات المتحدة رونالد رياجان. انتقدت اليابان الولايات المتحدة لأخذها أكثر من 24 ساعة كي تبلغ السلطات اليابانية، وطلبت أن تعلم ما الذي كان القارب يفعله بطوفانه نحو 20 ميلاً بحريًا فقط (23 ميلًا؛ 37 كم) خارج المياه الإقليمية لليابان.
ذكرت البحرية الأمريكية في البداية أن جورج واشنطن غاصت في حادث التصادم، ثم طفت على السطح فورًا، لكن لم تستطع رؤية السفينة اليابانية بسبب الضباب والمطر (وفقًا لتقرير البحرية الأمريكية). وذكر تقرير أولي صدر بعد بضعة أيام أن كلًّا من طاقمي الغواصة والطائرة اكتشفا نيسشو مارو في مكان قريب، ولكن لم تدرك الغواصة أو الطائرة أن نيسو مارو كانت في محنة.